# Нагод
Нагод (енгл. Nagod), индијска општина у округу Сатна у држави Мадја Прадеш.

## Историја
У време британске управе у Индији, Нагод је био важна војна база британске војске. Током Индијског устанка 1857, 50. пук домородачке пешадије (сепоја) Бенгалске армије, стациониран у граду, побунио се против британске власти 17. септембра 1857.

## Демографија
По попису из 2001. године град је имао 19.474 становника. По последњем попису из 2011. град је имао 22.568 становника, од чега 52,6 % мушкараца, 15 % неписмених и 37 % запослених.